# Mancallpa (Lima)
Mancallpa es una localidad peruana ubicada en el distrito de Manás, perteneciente a la provincia de Cajatambo del departamento de Lima, al centro oeste del Perú. 

## Ubicación
Mancallpa se ubica al sur de la provincia de Cajatambo, en el distrito de Manás, en el departamento de Lima.

## Demografía
En 2017 Mancallpa tenía una población de 6 habitantes y 3 viviendas.